# Кларіон (Айова)
Кларіон (англ. Clarion) — місто (англ. city) в США, в окрузі Райт штату Айова. Населення — 2810 осіб (2020).

## Географія
Кларіон розташований за координатами 42°43′56″ пн. ш. 93°43′46″ зх. д. / 42.73222° пн. ш. 93.72944° зх. д. (42.732213, -93.729359).  За даними Бюро перепису населення США в 2010 році місто мало площу 8,44 км², уся площа — суходіл.

## Демографія
Згідно з переписом 2010 року, у місті мешкало 2850 осіб у 1185 домогосподарствах у складі 752 родин. Густота населення становила 338 осіб/км².  Було 1346 помешкань (160/км²).
Расовий склад населення:
| - 91,9 % — білих - 0,5 % — чорних або афроамериканців - 0,5 % — азіатів - 0,3 % — корінних американців - 0,1 % — вихідців з тихоокеанських островів - 5,0 % — осіб інших рас |

До двох чи більше рас належало 1,8 %. Частка іспаномовних становила 15,9 % від усіх жителів.
За віковим діапазоном населення розподілялося таким чином: 24,8 % — особи молодші 18 років, 54,5 % — особи у віці 18—64 років, 20,7 % — особи у віці 65 років та старші. Медіана віку мешканця становила 41,3 року. На 100 осіб жіночої статі у місті припадало 95,3 чоловіків;  на 100 жінок у віці від 18 років та старших — 96,0 чоловіків також старших 18 років.
Середній дохід на одне домашнє господарство  становив 60 090 доларів США (медіана — 37 583), а середній дохід на одну сім'ю — 72 446 доларів (медіана — 51 298). Медіана доходів становила 41 167 доларів для чоловіків та 29 714 долари для жінок. За межею бідності перебувало 18,2 % осіб, у тому числі 24,6 % дітей у віці до 18 років та 20,8 % осіб у віці 65 років та старших.
Цивільне працевлаштоване населення становило 1160 осіб. Основні галузі зайнятості: освіта, охорона здоров'я та соціальна допомога — 30,4 %, виробництво — 15,6 %, роздрібна торгівля — 13,1 %.